# Olga Souza
Olga Souza ou Olga de Souza, de son vrai nom Olga María de Souza, née le 16 juillet 1968 à Rio de Janeiro, est une chanteuse et danseuse brésilienne-italienne.
Elle est notamment connue pour avoir interprété en 1993 la chanson The Rhythm of the Night du groupe italien Corona.